# Schlacht bei Kap Finisterre (1805)
Kap Finisterre – Wertingen – Günzburg – Haslach-Jungingen – Elchingen – Ulm – Trafalgar – Caldiero – Mehrbach – Lambach – Bodenbühl – Steyr – Amstetten – Mariazell – St. Pölten – Kap Ortegal – Dürnstein – Schöngrabern – Wischau (Vyškov) – Austerlitz – San Domingo
In der Seeschlacht bei Finisterre verhinderte die britische Flotte unter Vizeadmiral Sir Robert Calder am 22. Juli 1805, dass die französisch-spanische Flotte unter Admiral Pierre de Villeneuve in den Ärmelkanal segeln konnte, um Napoleon bei der geplanten Invasion Großbritanniens zu unterstützen. Die Seeschlacht wird dem Dritten Koalitionskrieg zugerechnet.

## Hintergrund
Nachdem Napoleon am 18. Mai 1803 den italienischen Staat Piemont annektiert hatte, kam es erneut zum Krieg. Napoleon beabsichtigte eine Invasion Großbritanniens. Um die britische Flotte unter Admiral Nelson, die den Ärmelkanal bewachte, von Europa wegzulocken, war Vizeadmiral Pierre de Villeneuve Ende März 1805 von Toulon aus mit einer französisch-spanischen Flotte in die Karibik gesegelt, wo er die dortigen britischen Kolonien bedrohte. Am 7. Juni erfuhr er durch die Kaperung eines britischen Handelsschiffs von Nelsons Ankunft in Antigua. Villeneuve segelte daraufhin am 11. Juni wieder in Richtung Europa, ohne eines seiner Ziele in der Karibik erreicht zu haben.

## Auftakt
Am 7. Juli erhielt der erste Lord der Admiralität John Jervis die Nachricht, dass Villeneuve auf dem Weg zurück nach Europa sei. Daraufhin erhielt Admiral Calder den Befehl, die Blockade der Häfen von Rochefort und Ferrol zu beenden und in Richtung Kap Finisterre zu segeln. Dort sollte er Villeneuve abfangen.

## Die Seeschlacht
Am 22. Juli gegen 11:00 Uhr sichteten die Briten die französisch-spanische Flotte mit Steuerbordbug etwa 115 Seemeilen nordwestlich von Kap Finisterre. Die Briten segelten mit Backbordbug in Richtung Nordnordost. Um 12:00 Uhr ließ Calder zum Gefecht klarmachen und eine Stunde später gab er den Befehl, eine Schlachtlinie zu bilden. Calders Flotte, die den Feind durch den Nebel kaum sehen konnte, befand sich fast querab und war etwa sieben Meilen entfernt. Als Kapitän Gardner an Bord der Hero feststellte, dass die Franzosen eine Wende vollzogen hatten, wendete er selbst ohne Signal und eröffnete um 17:20 Uhr das Feuer mit seinen Steuerbordgeschützen auf die Argonauta. Um 17:45 Uhr wendete die Ajax achteraus der Hero, aber anstatt der Hero zu folgen, entfernte sie sich, um Calder über die Positionsänderung zu informieren. Danach nahm sie ihren Platz in der Reihe achtern der Glory ein. Um 17:50 Uhr, als das Signal zum aufeinanderfolgenden Wenden gehisst wurde, hatten die Triumph, die Barfleur, die Agamemnon, die Windsor Castle und die Defiance dies bereits getan. Schließlich folgte Calder mit seinem Flaggschiff Prince of Wales. Um 18:00 Uhr befanden sich alle Schiffe, mit Ausnahme der Dragon, in Luv mit Steuerbordhalsen. Durch den Rauch und den Nebel bildete sich ein dichter undurchdringlicher Schleier, sodass die Schiffe nahezu blind aufeinander feuerten. Zu den Schiffen, die am schwersten getroffen wurden, gehörten die Windsor Castle, die Malta und die Ajax. Auf französischer Seite wurden die San Rafael, die Firme und die Hispana, die nach Lee abgefallen waren, schwer beschädigt. Kurz nach 20:00 Uhr kapitulierte die Firme und wenig später die San Rafael. Bei immer noch dichtem Nebel und Rauch gab Calder um 20:25 Uhr mit hereinbrechender Nacht das Signal zur Beendigung des Kampfes. Die französisch-spanische Flotte befand sich zu diesem Zeitpunkt in Luv, immer noch in Schussreichweite. Da mehrere Schiffe das Signal nicht sahen, dauerten die Kämpfe bis 21:30 Uhr an. Gegen 21:45 Uhr drehten die Briten Richtung Westsüdwest ab, um die Schäden zu beheben.
Am Morgen des 23. Juli betrug der Abstand zwischen den beiden Flotten 27 km. Calder war nicht bereit, noch einmal einen überlegenen Gegner anzugreifen. Außerdem hatte er die beschädigten Schiffe Windsor Castle und Malta zu schützen. Er fürchtete auch, dass die Flotten, die in den bislang blockierten Häfen Rochefort und Ferrol lagen, entkommen und sich mit Villeneuves Flotte zusammenschließen könnten. Daher griff er nicht mehr an und segelte mit seinen Prisenschiffen in Richtung Nordosten. Am 24. Juli drehte der Wind zugunsten der Franzosen. Dennoch unterließ Villeneuve einen Angriff und segelte stattdessen in Richtung Süden.

## Auswirkungen
Aus taktischer Sicht blieb die Schlacht ohne klares Ergebnis. Aus strategischer Sicht bedeutete sie jedoch einen weiteren Rückschlag für Napoleons Invasionspläne. Die britischen Verluste betrugen 198 Tote und Verwundete. Auf Seite der Franzosen und Spanier waren 490 Tote und Verletzte zu verzeichnen. Calder wurde wegen seiner Zurückhaltung im Kampf am 23. und 24. Juli seines Kommandos enthoben, vor das Kriegsgericht gestellt und erhielt dort eine ernste Rüge. Er erhielt danach nie wieder ein Kommando auf See.

## Britische Flotte

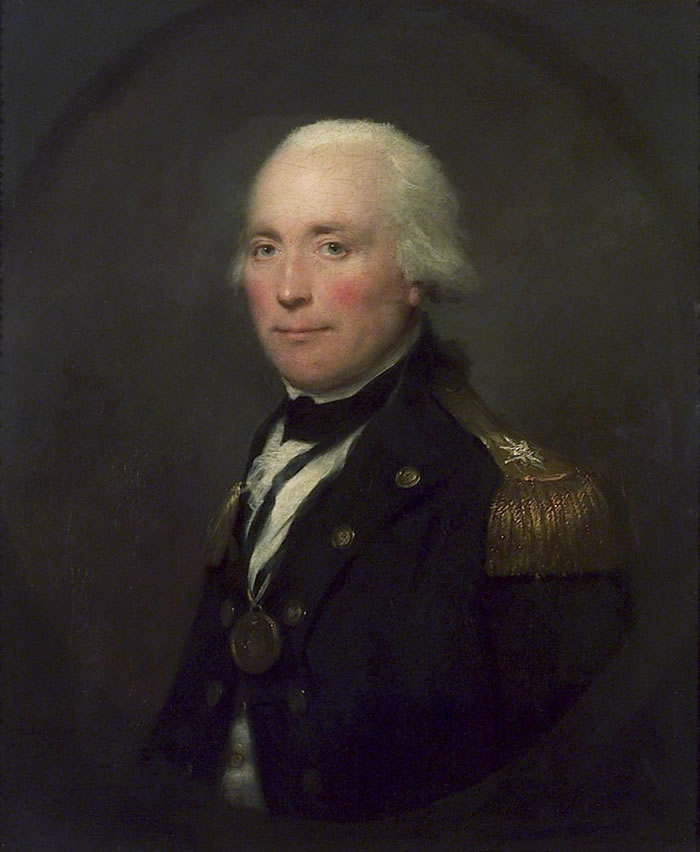
Admiral Robert Calder

- Calder hatte 15 Linienschiffe, zwei Fregatten und zwei kleinere Schiffe zur Verfügung.

| Schiff          | Kanonen | Kommandant        | Verluste | Verluste  | Verluste  | Anmerkungen                                        |
| Schiff          | Kanonen | Kommandant        | getötet  | verwundet | Insgesamt | Anmerkungen                                        |
| --------------- | ------- | ----------------- | -------- | --------- | --------- | -------------------------------------------------- |
| Hero            | 74      | Alan Hyde Gardner | 1        | 4         | 5         |                                                    |
| Ajax            | 74      | William Brown     | 2        | 18        |           |                                                    |
| Triumph         | 74      | Henry Inman       | 5        | 6         | 11        |                                                    |
| Barfleur        | 98      | George Martin     | 3        | 7         | 10        |                                                    |
| Agamemnon       | 64      | John Harvey       | 3        | 3         |           |                                                    |
| Windsor Castle  | 98      | C. Boyles         | 10       | 35        | 45        |                                                    |
| Defiance        | 74      | Philip Durham     | 1        | 7         | 8         |                                                    |
| Prince of Wales | 98      | W. Cumming        | 3        | 20        | 23        | Flaggschiff von Admiral Calder                     |
| Repulse         | 64      | Arthur Keye-Legge | 0        | 4         | 4         |                                                    |
| Raisonnable     | 64      | Josias Rowley     | 1        | 1         | 2         |                                                    |
| Dragon          | 74      | Edward Griffith   | 0        | 4         | 4         |                                                    |
| Glory           | 98      | Samuel Warren     | 1        | 1         | 2         | Flaggschiff von Konteradmiral Sir Charles Stirling |
| Warrior         | 74      | S. Hood Linzee    | 0        | 0         | 0         |                                                    |
| Thunderer       | 74      | William Lechmere  | 7        | 11        | 18        |                                                    |
| Malta           | 80      | Granger           | 5        | 40        | 45        |                                                    |

## Französisch-spanische Flotte

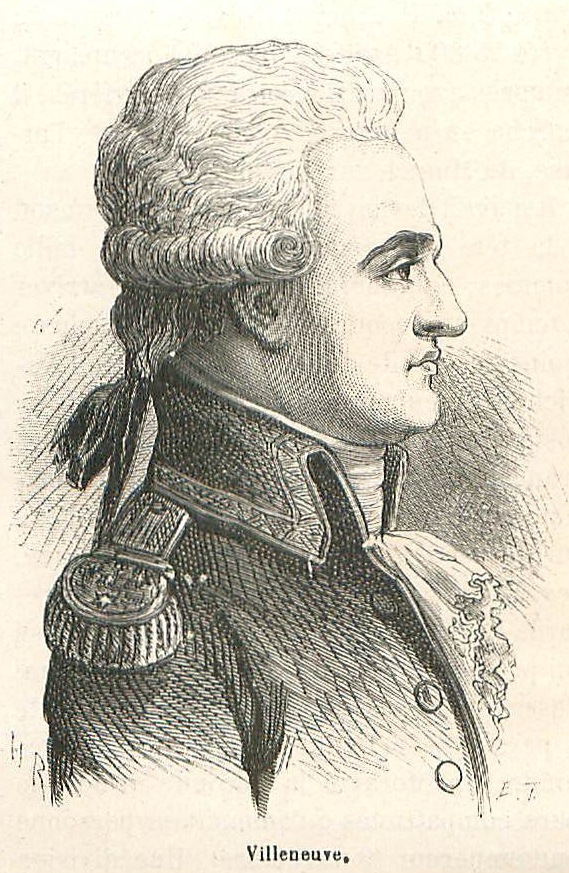
Admiral Pierre de Villeneuve

- Villeneuve hatte 20 Linienschiffe (6 spanische und 14 französische) sowie sieben Fregatten und zwei Briggs zur Verfügung.

| Schiff      | Kanonen | Kommandant                     | Verluste | Verluste  | Verluste  | Anmerkungen                                             |
| Schiff      | Kanonen | Kommandant                     | getötet  | verwundet | Insgesamt | Anmerkungen                                             |
| ----------- | ------- | ------------------------------ | -------- | --------- | --------- | ------------------------------------------------------- |
| Argonauta   | 80      | Rafael de Hore                 | 6        | 5         | 11        | Flaggschiff von Generalleutnant Federico Gravina        |
| Terrible    | 74      | Francisco Vázquez de Mondragón | 1        | 7         | 8         |                                                         |
| América     | 64      | Juan Darrac                    | 5        | 13        | 18        |                                                         |
| España      | 64      | Bernardo Muñoz                 | 5        | 23        | 28        |                                                         |
| San Rafael  | 80      | Francisco de Montes            | 41       | 97        | 138       | gekapert                                                |
| Firme       | 74      | Rafael de Villavicencio        | 35       | 60        | 95        | gekapert                                                |
| Pluton      | 74      | Julien Marie Cosmao-Kerjulien  | 14       | 24        | 38        |                                                         |
| Mont-Blanc  | 74      | La Villegris                   | 5        | 16        | 21        |                                                         |
| Atlas       | 74      |                                | 15       | 52        | 67        | Kommandant getötet                                      |
| Berwick     | 74      | Camas                          | 3        | 11        | 14        |                                                         |
| Neptune     | 80      | Maistral                       | 3        | 9         | 12        |                                                         |
| Bucentaure  | 80      |                                | 5        | 5         | 10        | Flaggschiff von Admiral Pierre de Villeneuve            |
| Formidable  | 80      | Jean-Marie Letellier           | 6        | 8         | 14        | Flaggschiff von Konteradmiral Pierre Dumanoir Le Pelley |
| Intrépide   | 74      | Ifernet                        | 7        | 9         | 16        |                                                         |
| Scipion     | 74      | Berenguer                      | –        | –         | 0         |                                                         |
| Swiftsure   | 74      | Villemadrin                    | –        | –         | 0         |                                                         |
| Indomptable | 80      | Jean Joseph Hubert             | 1        | 1         | 2         |                                                         |
| Aigle       | 74      | Gourrege                       | 6        | –         | 6         |                                                         |
| Achille     | 74      | Nieport                        | –        | –         | 0         |                                                         |
| Algésiras   | 74      | Brouard                        | –        | –         | 0         | Flaggschiff von Konteradmiral Magon                     |